# Glossaire du plâtre
Glossaire de termes en rapport avec la fabrication et la mise en œuvre du plâtre dans la construction.
Anciennement les travaux de plâtre étaient effectué par le maçon. Cette association avec le travail du plâtre l'a fait appeler maçon-plâtrier. Le maçon-plâtrier, hourdait et enduisait les cloisons en plâtre (c'est-à-dire les remplissait, les maçonnait en plâtre), réalisait des moulure. Les murs de pierre étaient jointoyés en plâtre a posteriori au moyen d'une espèce de grand couteau pointu et emmanché appelé « fiche ». Cette mise en œuvre des maçonnerie sera abandonnée au profit du hourdage à bain, toujours en plâtre (pose à « plein bain de mortier »). Le plâtre n'est plus utilisé que pour le plafonnage par un ouvrier bien distinct, le plafonneur ou plâtrier.
- Haut – A
- B
- C
- D
- E
- F
- G
- H
- I
- J
- K
- L
- M
- N
- O
- P
- Q
- R
- S
- T
- U
- V
- W
- X
- Y
- Z

## A
- Auge ou gamatte - Récipient de forme rectangulaire, généralement en plastique dans lequel le maçon, ou le plâtrier gâche et entrepose le mortier ou le plâtre ; augée - auge pleine de plâtre ou de mortier[M 1].

## B
- Badigeon - Espèce de peinture faite avec des recoupes de pierres écrasées passées au tamis et délayées dans de l'eau servant à donner la couleur de pierre aux enduits de plâtre à l'extérieur des maisons ; badigeonner - colorer avec du badigeon un ravalement en plâtre fait sur un pan de bois ou sur un mur de moellons de briques etc.[M 2].
- Batte - Maillet plat et ferré ou non, emmanché obliquement, dont on se sert pour battre le ciment[2], les aires de granges, etc. Aussi un morceau de bois rond, plus menu d'un bout que de l'autre, dont se servent les manœuvres pour battre la partie la plus grossière du plâtre qui reste dans le crible ou panier, que l'on nomme gravois ou mouchette[M 3].

## C
- Cadre - Anciennement, bordure de pierre ou de plâtre traîné au calibre, qui, dans les compartiments des murs de face et les plafonds, renferme des ornements de sculpture[M 4].
- Calibre - Planche sur le champ de laquelle on a découpé les différents membres d'architecture qu'on veut exécuter en plâtre aux entablements, corniches de plafonds, plinthes et tous ouvrages en plâtre qui se traînent. Ce calibre se monte sur un morceau de bois que l'on nomme sabot, sur le devant duquel est une rainure entrant dans une règle, et qui sert de guide au calibre[M 5].
- Chaîne - Anciennement, maçonnerie faite de petits moellons ou plâtras et plâtre que l'on fait en place d'augets de distance en, distance en travers les lambourdes d'un plancher pour les contenir, ou bien encore des espèces de solins en plâtre au-dessus de ces mêmes augets, et qui affleurent les lambourdes. On nomme encore chaîne, dans un mur de clôture hourdé en terre, les parties de ce même mur qui le sont en plâtre ou en mortier[M 6].
- Chemin - Sur un plafond ou sur un mur, une disposition de règles que l'on pose pour traîner les moulures ; c'est aussi l'espèce de filet de plâtre dressé à la règle, qui sert à conduire le calibre[M 7].
- Chemise - Anciennement, espèce d'enduit, avec mortier de chaux et ciment[2] ou de chaux et sable seulement, pour entourer des tuyaux de grès pour des conduites. Enduit de plâtre qu'on fait sur une « chausse d'aisance » - Massif de chaux et ciment[2] qui sert à retenir les eaux, tant sur le côté que dans le fond des bassins[M 7].
- Couchis de lattes - Anciennement, lattis à lattes jointives que l'on fait sur les solives d'un plancher pour recevoir le plâtre qui forme l'aire[M 8] (la chape).
- Couler des dalles - Anciennement, mettre du plâtre très liquide dessous pour les sceller après qu'elles sont posées de niveau[M 8];
- Coulis - Anciennement, plâtre gâché clair ou mortier liquide que l'on fait entrer dans les joints des assises ou sous des dalles pour les sceller (Voir Joint (maçonnerie))
- Coup de crochet - Anciennement, petite cavité que l'on fait avec le crochet pour dégager les moulures du plâtre, et que l'on appelle grain d'orge dans les profils des corniches en pierre[M 8].
- Couper le plâtre - Anciennement, faire les moulures aux angles d'une corniche ou ailleurs avec le ciseau ou gouge sans le secours du calibre[M 9].
- Cueillie -  Anciennement, arête saillante en plâtre que les maçons font par le moyen de la règle posée de niveau ou d'aplomb. Les tableaux et embrasements des baies portent chacun une cueillie[M 10].

## E
- Enduir - Action de couvrir une muraille, une cloison, un tuyau, ou de plâtre, ou de mortier, fait avec de la chaux, du sable ou du ciment[2],[M 11].
- Enduit - Couche appliquée sur un mur constitués d'un liant (chaux, plâtre, ciment[2], terre, bitume...) et de charges minérales (agrégats, ou granulats, comme le sable ou la poussière de marbre et éventuellement des pigments) ; Anciennement, seconde couche que l'on fait avec du plâtre fin passé au tamis de crin ou sas sur une première qu'on nomme crépi[M 12].
- Entrevous - Anciennement, intervalle qui est entre chaque solive d'un plancher ; l'enduit en plâtre que l'on fait sur le lattis dans ces espaces se nomme entrevous. On dit tirer les entrevous, c'est faire cet enduit. C'est aussi la maçonnerie que l'on fait entre les poteaux d'une cloison de charpente ou d'un pan de bois[M 13]. Le hourdage (maçonnerie) des entrevous a donné le mot hourdis qui sont des entrevous. Voir hourdis.

## F
- Fouetter - Plâtre gâché clair qu'on jette avec un balai de bouleau neuf sur le lattis d'un plafond ou d'un lambris, pour ensuite le crépir, l’enduire et le dresser - Voir Gobeter[M 14].

## G
- Gâcher - Détremper du plâtre dans une auge avec de l'eau pour remployer sur le champ - On distingue la manière de gâcher, serré et lâche : Gâcher serré - Mettre du plâtre dans l'eau jusqu'à ce que toute l'eau soit bue : ce plâtre prend plus vit ; Gâcher lâche - Mettre peu de plâtre dans l'eau, en sorte qu'il soit totalement noyé : ce plâtre est plus long à prendre, et sert à couler des pierres, à jeter le plâtre au balai pour l'aire un, gobetage ou un enduit, ou bien à faire des moulures[M 15].
- Gobeter - Jeter avec la truelle ou avec la main du plâtre clair, ou du mortier contre un mur, ou sur un lattis, et passer la main dessus pour le faire entrer dans les joints : L'emploi du plâtre passé au panier, gâché clair, et jeté au balai sur un lattis, est ce qu'on nomme le plus généralement gobeter[M 16].
- Gousset - Petite languette en plâtre qui se fait à l'intérieur d'un tuyau de cheminée pour envelopper le bout d'une panne ou derrière le manteau pour faire monter la fumée[M 17].
- Gravois - Menues démolitions, recoupes et déchet des plâtres lors de leur emploi dans un bâtiment. C'est aussi le nom qu'on donne aux parties les plus grossières du plâtre qui, après être passé, restent dans le panier ; ces gravois étant d'une qualité inférieure ne sont propres qu'à faire du hourdage[M 17].

## L
- Lambrisser - Couvrir de plâtre sur un lattis le dessous du comble[M 18].
- Léger - Se dit de tous les ouvrages où l'on emploie le plâtre seul, ou le plâtre avec la latte ; tels sont les crépis, les enduits, les tuyaux de cheminées, les aires de planchers, les plafonds, les hourdages et ravalements de cloisons et pans de bois, les corniches, entablements, moulures, plinthes, bandeaux, toutes saillies, et enfin, les divers scellements, etc.[M 19].

## M
- Mouchette - Anciennement, gravois qui restent dans le tamis après le plâtre passé ; ces mouchettes se mêlent avec le gros plâtre pour faire du pigeonnage ou pour faire du hourdage[M 20].
- Musique - Anciennement, faire de la musique, c'est, en termes d'ouvrier, mêler du poussier avec du plâtre[M 21].

## N
- Naissance - Anciennement, bande d'enduit de quatre à douze pouces de largeur, faite horizontalement ou verticalement en raccordement des plâtres neufs avec les vieux, et joignant un angle rentrant, tel que sous un plafond ou à l'extrémité d'un mur formant retour d'équerre, pour lesquels raccordements il faut faire des cueillies - Les bandes de plâtre qui se font en raccordement au bas des murs, au-dessus des planchers et carreaux, se nomment aussi naissance[M 22].

## P
- Panier - Espèce de vase d'osier, à claire voie, qui sert à passer le plâtre en gros[M 23].
- Pâté - Masse de plâtre à laquelle on donne une forme convexe, et qui sert à construire une voûte sphérique ou autres constructions curvilignes[M 24].
- Pigeon - Plâtre employé pour les tuyaux de cheminée ; Pigeonner ou Épigeonner - Employer le plâtre un peu serré sans le plaquer ni le jeter, mais le lever doucement avec la main et la truelle par pigeon, c'est-à-dire par poignée, comme lorsqu'on fait les tuyaux de cheminées[M 25].
- Plafonner - Couvrir les murs de plâtre. Anciennement, clouer des lattes sous les solives et les enduire de plâtre ou de mortier[M 26].
- Planche de ventouse - Anciennement, languette de plâtre placée sous le manteau d'une cheminée pour empêcher qu'elle ne fume[M 27].
- Plancher - Construction qui sépare les étages d'un bâtiment; il y en a de différentes sortes[M 27]; Plancher creux - Anciennement, plancher qui n'est pas rempli entre les solives et qui est latté dessus et dessous à lattes jointives avec aire en plâtre pour recevoir le carreau ou le parquet, et qui est plafonné dessous[M 27]; Plancher hourdi - Anciennement, plancher dont les entre-deux des solives sont remplis de plâtras et plâtre affleurant les bois dessus et dessous ; Plancher enfoncé ou à entre-voux - qui est latte jointif ou couvert de bardeau avec aire en plâtre ou en bauge par-dessus, et dont les bois sont apparents par-dessous[M 27]; Charge de plancher - Anciennement, augmentation d'une certaine épaisseur qu'on met sur l'aire ou sur le hourdage d'un plancher pour le mettre de niveau avec d'autres planchers ; cette charge se fait avec des plâtras ou des recoupes et du poussier[M 27].
- Poussier - La poudre des recoupes de pierre, de plâtre passée à la claie, qu'on mêle avec le plâtre. On met du poussier de charbon, ou mâche-fer, entre les lambourdes d'un parquet pour le garantir de l'humidité[M 28].
- Plâtras - Matériaux provenant de la démolition d'ouvrages qui avaient été faits en plâtre[M 29].
- Plâtre - Pierre que l'on fait cuire dans un four, à feu égal et modéré, qu'on réduit ensuite en poudre, et qui, étant gâchée avec de l'eau, sert de liaison aux ouvrages de pierre, de moellon, de meulière, etc. On l'emploie aussi seul pour les languettes de cheminées, pour les enduits, etc. ; On donne différents noms à cette matière, suivant ses bonnes ou mauvaises qualités, ou suivant son emploi[M 29].
  - Platre blanc ou tablé - Plâtre dont on a tiré le charbon en le sortant du four[M 29].
  - Plâtre éventé - plâtre resté quelque temps sans être employé, a perdu ses sels et ne fait que de mauvais ouvrages[M 29].
  - Plâtre gras - Plâtre qui provient de la meilleure pierre, et qui, par son degré de cuisson, a le plus d'onctuosité et se durcit le moins vite[M 29].
  - Plâtre gros - Plâtre lorsqu'on l'emploie tel qu'il est sorti de chez le plâtrier, sans avoir été une seconde fois battu ni passé ; on s'en sert pour les hourdages, les pigeons et les aires[M 29].
  - Plâtre clair - Plâtre passé au panier et gâché avec beaucoup d'eau, et qui sert à faire les gobetages[M 29].
  - Plâtre au panier - Plâtre qu'on a criblé à travers un panier, et dont on se sert pour les crépis et les gobetages[M 29].
  - Plâtre au sas ou plâtre fin - Plâtre  qu'on a passé au tamis de crin, et dont on se sert pour les enduits, moulures, etc. On le passe au tamis de soie lorsqu'on veut avoir un plâtre plus fin pour ces mêmes ouvrages[M 29].
  - Plâtre noyé : Plâtre  gâché avec une grande quantité d'eau. Il s'emploie pour ficher les joints des pierres, mais il ne vaut rien pour tout autre ouvrage[M 30].
  - Plâtre serré : Plâtre gâché avec peu d'eau. Il sert à pigeonner, à renformir[M 30].
- Plâtres- Tous les légers ouvrages, comme les plafonds, les tuyaux de cheminée, les enduits, les plinthes, les corniches, les scellements, etc.[M 30].
- Plâtrer - Employer du plâtre à quelque ouvrage[M 30].
- Plâtrier - Qui tire le plâtre de la terre et qui le fait cuire : aussi, dans quelque pays, qui l'emploie[M 30].
- Plâtrière - Carrière d'où l'on tire le plâtre[M 30].
- Potager (Fourneau) - Anciennement, dans une cuisine, une construction en briques ou plâtras et plâtre à hauteur d'appui, sur la surface supérieure de laquelle sont des réchauds scellés - Cette partie supérieure se nomme plate-bande[M 28].

## R
- Ravaler - Couvrir de plâtre ou de mortier un tuyau, un pan de bois, une cloison ou un mur ; Ravalement - Totalité des plâtres qu'on refait sur un vieux mur de face. L'enduit qu'on fait à l'extérieur d'un mur neuf, se nomme aussi ravalement. C'est aussi la retaille qu'on fait sur un vieux mur de, face en pierres pour le blanchi r; ce ravalement ce fait au moyen du marteau, de la ripe, de la molette, etc.[M 31].
- Recouvert - Cloisons et pans de bois qui sont enduits ou ravalés en plâtre, qu'ils sont recouverts ; Recouvrement - Enduit de plâtre sous lequel on a latté et qui sert à couvrir les faces visibles d'une pièce de charpente, telle qu'un poitrail, un poteau, un arbalétrier[M 32].
- Remplissage - Entrevous que l'on maçonne entre les poteaux d'un pan de bois, les solives d'un plancher, ce qui se fait avec des plâtras hourdés en plâtre[M 33].
- Renformir - Dans la réparation d'un mur, lancer des tuileaux dans les joints trop grands des moellons, ou rapporter des petits moellons dans les cavités, ou bien encore faire une forte charge avant l'enduit, soit en plâtras et plâtre ou en plâtre seulement, pour dresser la face du mur, d'un pan de bois[M 33].
- Ruiler - Raccorder avec du plâtre[M 33].

## S
- Sas - Sorte de tamis formé d'un tissu de crin dont on se sert pour passer le plâtre destiné à faire les enduits des plafonds, des murs et des cloisons;  Sasser - Passer le plâtre au sas[M 34].
- Scellement - Engager ou retenir dans un mur ou dans une cloison, après y avoir fait le trou, une pièce de bois ou de fer, soit avec du plâtre seul, soit avec du sable mêlé de tuileaux ou plâtras. C'est faire des augets ou des chaînes entre des lambourdes destinées à recevoir du parquet. On dit scellement de lambourde[M 35].
- Solin - Filet de plâtre propre à boucher de certains vides ; tel est le vide qui se trouve entre le donnant d'une fenêtre (croisée) et le nu de l'embrasement ; entre un chambranle, un bâti, un poteau et le mur sur lequel il est appuyé ; entre l'extrémité des feuilles d'un parquet ou l'about des planches d'une cloison, d'un plancher ou bien encore entre des carreaux et un mur[M 36].
- Soudure - Jonction d'une partie d'enduit de plâtre neuf à un vieux, sur un mur, un lambris, un plafond, etc.[M 37].

## T
- Table - Une partie de maçonnerie ou seulement de plâtre sur le mur, unie, lisse, saillante ou renfoncée, ordinairement de forme carrée ou rectangle. On nomme aussi table dans les ravalements faits de crépi moucheté en plâtre ou en mortier, les panneaux qui sont encadrés de bandes d'enduit[M 38].
- Taloche - Un bout de planche au milieu de laquelle est une poignée servant à faire les enduits en plâtre et en blanc en bourre - Il tient lieu de la truelle[M 39].
- Tamis - Cercle de bois mince au milieu duquel est un tissu de crin ou de soie dont on se sert pour passer le plâtre et la ciment[2] fin ; Tamiser - Passer au tamis le plâtre, le ciment[M 39].
- Tasseau - Un petit tas de plâtre en forme de cul de lampe qu'on fait dans un angle de mur pour y déposer un chandelier ou autre ustensile ; c'est aussi un petit solin qu'on fait en saillie sur le mur pour porter le bout d'une tablette ; c'est encore le scellement fait au pied d'une écoperche pour la tenir en sa place, on nomme encore ainsi de petits murs eu briques qui doivent porter une plaque de fonte formant âtre relevé d'une cheminée, ou supportant un auge ou autre pierre peu élevée au-dessus du sol[M 39].
- Trémie (Bande de trémie) - Espace compris entre deux solives d'enchevêtrure et entre le mur et le chevêtre qu'on bande en plâtras et plâtre pour porter l'âtre d'une cheminée[M 40].
- Traîner - Former en plâtre les moulures d'une corniche, d'un cadre, d'une plinthe, avec un calibre qu'on traîne sur deux règles: On dit aussi pousser[M 41].
- Truelle - Outil de fer ou d'acier, avec manche de bois, dont on se sert pour employer le plâtre et le mortier, pour unir les enduits - Anciennement, la truelle de cuivre est ronde par son extrémité, et sert pour le plâtre ; celle de fer est pointue, et sert pour le mortier ; Truelle brétée - Truelle de fer dont le bord est dentelé comme une lame de scie, et qui sert à gratter la superficie des enduits pour les dresser avant de les nettoyer ; Truellée - se dit de la quantité de plâtre gâché que peut contenir une auge. Pour une moindre quantité on dit : demi-truellée[M 42].